# Paradox Hotel
Paradox Hotel is een studioalbum van The Flower Kings. Het album geldt als een van de meer toegankelijke albums van de muziekgroep. De band wilde hun muziek nog weleens flink laten uitdijen, zodat bij sommige fans het beeld ontstond dat de band dat vooral deed om de compact disc vol te schrijven. Met het album Adam and Eve was er een keerpunt, de liedjes werden compacter.  Met Paradox Hotel vond The Flower Kings het midden. Het thema van dit album is dat het menselijk verblijf op aarde vergeleken wordt met een hotel: de geboorte is de binnenkomst in het hotel, de dood is het verlaten van het hotel. De groep had al vaker religieuze thema’s in de tekst, maar nu kwam dat meer naar voren. Volgens de band begeleidt God de mens tussen geboorte en sterfte en dus ook tijdens het verlijf in Paradox Hotel. Terwijl het verblijf in het hotel zo aangenaam mogelijk wordt gemaakt moet(en) de bedienden (en dus ook God) alles daarvoor in het werk stellen.
Het is het eerste album met de nieuwe drummer. De opnamen namen maar zeven dagen in beslag, het uitwerken 2 a 3 maanden. De basisopnamen werden gemaakt in Hotel Medley Studio te Kopenhagen, aanvullende opnamen vonden plaats in de privégeluidsstudios van de diverse musici.

## Musici
- Roine Stolt - zang, gitaar
- Tomas Bodin - toetsinstrumenten, vocals
- Hasse Bruniusson - marimba, percussie
- Hasse Fröberg – zang, gitaar
- Marcus Liliequist - slagwerk, percussie, zang
- Jonas Reingold - basgitaar

## Muziek
| Nr. | Titel                                                                                     | schrijvers   | Duur  |
| --- | ----------------------------------------------------------------------------------------- | ------------ | ----- |
| 1.  | Check in                                                                                  | Bodin        | 1:37  |
| 2.  | Monsters & men" - "I. Seasons of war" - "II. Prophets and preachers" - "III. Silent river | Stolt        | 21:21 |
| 3.  | Jealousy                                                                                  | Stolt        | 3:22  |
| 4.  | Hit me with a hit                                                                         | Stolt        | 5:32  |
| 5.  | Pioneers of aviation                                                                      | Stolt        | 7:49  |
| 6.  | Lucy had a dream                                                                          | Bodin, Stolt | 5:28  |
| 7.  | Bavarian skies                                                                            | Bodin, Stolt | 6:34  |
| 8.  | Selfconsuming fire                                                                        | Stolt        | 5:49  |
| 9.  | Mommy leave the light on                                                                  | Stolt        | 4:38  |
| 10. | End on a high note                                                                        | Stolt        | 10:43 |

| Nr. | Titel                         | schrijvers               | Duur  |
| --- | ----------------------------- | ------------------------ | ----- |
| 1.  | Minor giant steps             | Stolt                    | 12:12 |
| 2.  | Touch my heaven               | Bodin                    | 6:10  |
| 3.  | The unorthodox dancinglesson  | Stolt                    | 5:24  |
| 4.  | Man of the world              | Bodin, Reingold, Stolt   | 5:55  |
| 5.  | Life will kill you            | Fröberg                  | 7:05  |
| 6.  | The way the waters are moving | Bodin, Stolt             | 3:12  |
| 7.  | What if God is alone          | Fröberg, Reingold, Stolt | 6:58  |
| 8.  | Paradox Hotel                 | Bodin, Stolt             | 6:29  |
| 9.  | Blue planet                   | Stolt                    | 9:42  |